# Stoedena (Smoljan)
Stoedena (Bulgaars: Студена) is een dorp in de Bulgaarse gemeente Madan, oblast Smoljan. Het dorp ligt 20 km ten zuidoosten van Smoljan en 182 km ten zuidoosten van Sofia. De dichtstbijzijnde nederzetting is het dorp Planintsi. 

## Bevolking
Op 31 december 2020 telde het dorp Stoedena 134 inwoners. Van de 178 inwoners die in februari 2011 werden geregistreerd, waren er 16 jonger dan 15 jaar oud (9%), gevolgd door 133 personen tussen de 15-64 jaar oud (74,7%) en 29 personen van 65 jaar of ouder (16,3%).
| Bevolkingsontwikkeling tussen 1934 en 2020          |
| --------------------------------------------------- |
|                                                     |
| Bron: Nationaal Statistisch Instituut van Bulgarije |

Het dorp wordt grotendeels bewoond door etnische Bulgaren (74 van de 82 ondervraagden, oftewel 90,2%).
| Etnische samenstelling van de respondenten (2011) | Etnische samenstelling van de respondenten (2011) | Etnische samenstelling van de respondenten (2011) | Etnische samenstelling van de respondenten (2011) | Etnische samenstelling van de respondenten (2011) |
| ------------------------------------------------- | ------------------------------------------------- | ------------------------------------------------- | ------------------------------------------------- | ------------------------------------------------- |
|                                                   |                                                   |                                                   |                                                   |                                                   |
| Bulgaren                                          | Bulgaren                                          |                                                   | 90,2%                                             | 90,2%                                             |
| Turken                                            | Turken                                            |                                                   | 0,0%                                              | 0,0%                                              |
| Roma                                              | Roma                                              |                                                   | 0,0%                                              | 0,0%                                              |
| Anders/Onbekend                                   | Anders/Onbekend                                   |                                                   | 9,8%                                              | 9,8%                                              |